# Cot Jeureung
Cot Jeureung är ett berg i Indonesien.   Det ligger i provinsen Aceh, i den västra delen av landet, 1 800 km nordväst om huvudstaden Jakarta. Toppen på Cot Jeureung är 549 meter över havet.
Terrängen runt Cot Jeureung är varierad. Runt Cot Jeureung är det glesbefolkat, med 19 invånare per kvadratkilometer. I omgivningarna runt Cot Jeureung växer i huvudsak städsegrön lövskog.